# Cinclodes pabsti
A Cinclodes pabsti a madarak (Aves) osztályának verébalakúak (Passeriformes) rendjébe és a fazekasmadár-félék (Furnariidae) családjába tartozó faj.

## Rendszerezése
A fajt Helmut Sick német-brazil ornitológus írta le 1969-ben.

## Előfordulása
Dél-Amerika keleti részén, Brazília délkeleti részén honos. Természetes élőhelyei a mérsékelt övi füves puszták, legelők, gyepek és mezőgazdasági területek. Kedveli a sziklás részeket is. Állandó, nem vonuló faj.

## Megjelenése
Testhossza 22 centiméter, testtömege 49-55 gramm. A nembe tartozó fajoknál viszonylag hosszabb faroktollai vannak. Világos szemöldök sávot és sötétebb szemsávot visel.

## Életmódja
Magányosan vagy párban a földön keresi ízeltlábúakból álló táplálékát.

## Természetvédelmi helyzete
Az elterjedési területe nem nagy, egyedszáma pedig csökken. A Természetvédelmi Világszövetség Vörös listáján mérsékelten fenyegetett fajként szerepel.